# Palmiskenea skenei
Palmiskenea skenei är en mossdjursart som först beskrevs av Ellis och Daniel Solander 1786.  Palmiskenea skenei ingår i släktet Palmiskenea och familjen Bryocryptellidae. Arten är reproducerande i Sverige. Inga underarter finns listade i Catalogue of Life.